# Article 1 de la Charte canadienne des droits et libertés
L'article 1 de la Charte canadienne des droits et libertés est l'article de la Charte qui confirme que les droits listés dans le document sont garantis. On l'appelle également la clause des limites raisonnables ou la clause restrictive car il permet au gouvernement d'imposer légalement des limites raisonnables aux droits d'un individu. Cette limite aux droits a été utilisée au cours des vingt dernières années pour interdire différents comportements répréhensibles comme les propos haineux (par exemple dans R. c. Keegstra) et l'obscénité (dans R. c. Butler). Elle a également permis de protéger contre l'interférence démesurée du gouvernement dans la vie des gens dans le cadre d'une société libre et démocratique en définissant ces limites.
Lorsque le gouvernement limite le droit d'un individu, la charge de la preuve incombe à la Couronne pour prouver, d'abord que la limite est prescrite par une règle de droit, correspondant aux critères d'accessibilité et d'intelligibilité, et deuxièmement qu'elle se justifie dans une société libre et démocratique, ce qui veut dire que la justification de son objectif doit pouvoir se démontrer et doit être proportionnelle.

## Texte
Sous la rubrique Garantie des droits et libertés, l'article se lit comme suit :

« 1. La Charte canadienne des droits et libertés garantit les droits et libertés qui y sont énoncés. Ils ne peuvent être restreints que par une règle de droit, dans des limites qui soient raisonnables et dont la justification puisse se démontrer dans le cadre d'une société libre et démocratique. »

— Article 1 de la Charte canadienne des droits et libertés

## Règle de droit
La question de savoir si la restriction d'un droit est prescrite par une règle de droit concerne la situation où la restriction est le résultat d'une action d'un gouvernement ou de ses représentants, et cherche à savoir si l'action est autorisée par une loi accessible et intelligible. La Cour a déterminé les circonstances où une autorisation serait invalidée : « s'il n'existe aucune norme intelligible et si le législateur a conféré le pouvoir discrétionnaire absolu de faire ce qui semble être le mieux dans une grande variété de cas, il n'y a pas de restriction prescrite par une règle de droit" »
Là où il n'existe aucun fondement dans une règle de droit pour l'action d'un gouvernement, la restriction du droit sera invalidée. Dans la décision Little Sisters Book and Art Emporium c. Canada (Ministre de la Justice) (2000), la Cour suprême canadienne a jugé que le traitement différent de lectures homosexuelles et hétérosexuelles par un douanier n'était autorisé par aucune loi. De plus, les actions policières qui n'ont pas été faites avec l'autorisation de la loi ne seront pas maintenues à ce stade.

## Test Oakes
Le principal test utilisé pour déterminer si la démonstration de l'objectif peut se justifier dans le cadre d'une société libre et démocratique est connu sous l'appellation du « test Oakes », qui prend son nom de l'arrêt R. c. Oakes (1986), rédigé par le juge en chef Brian Dickson. Le test s'applique lorsque le demandeur a prouvé qu'une disposition de la Charte a été violée. Il incombe à la Couronne de prouver que sa restriction satisfait les exigences du test Oakes.
Dans l'arrêt R. c. Big M Drug Mart Ltd. (1985) , Dickson affirma que les restrictions des droits doivent être motivés par un objectif d'importance suffisante. De plus, le droit doit être limité dans la plus petite mesure possible. Dans Oakes (1986), Dickson creusa davantage la question de la norme lorsqu'un certain David Oakes fut accusé de vente de stupéfiants. Dickson, rédigeant le jugement unanime de la Cour, a jugé que les droits de David Oakes avaient été violés parce qu'il avait été présumé coupable. Cette violation n'était pas justifiée sous la deuxième étape du processus en deux étapes :
1. Il doit y avoir un objectif réel et urgent ;
2. Les moyens doivent être proportionnels ;
  1. Les moyens doivent avoir un lien rationnel avec l'objectif ;
  2. Le moyen doit porter le moins possible atteinte au droit en question ;
  3. Il doit y avoir proportionnalité entre la restriction et l'objectif.

Le test se fonde largement sur une analyse des faits, c'est pourquoi une stricte adhésion à ce test n'est pas toujours pratiquée. Une certaine superposition de ces critères est attendue puisque certains facteurs, comme l'imprécision, doivent être pris en compte dans plusieurs articles. Si la loi (au sens large) échoue au test Oakes sur un seul des points ci-dessus, elle est inconstitutionnelle. Dans le cas contraire, la loi contestée réussit le test Oakes et demeure valide.
Certains ont remarqué des ressemblances entre les étapes de ce test et un test de proportionnalité se trouvant dans un jugement de la Cour suprême des États-Unis, l'arrêt Central Hudson Gas & Electric Corp. v. Public Service Commission of New York, 447 U.S. 557 (1980) ; le test Oakes s'en est peut-être inspiré.
Depuis l'arrêt Oakes, le test a été légèrement modifié.

### Objectif réel et urgent
Cette étape sert à déterminer si l'objectif poursuivi par le gouvernement, par la restriction d'un droit garanti par la Charte, est urgent et réel selon les valeurs d'une société libre et démocratique. En pratique, les juges ont reconnu plusieurs objectifs comme étant suffisants, à l'exception (depuis Big M) d'objectifs qui sont intrinsèquement discriminatoires ou hostiles aux libertés fondamentales, ou bien les objectifs qui ne respectent pas la division appropriée des pouvoirs. 
Dans Vriend c. Alberta (1998), il fut déterminé qu'une action gouvernementale peut également être invalidée à cette étape s'il n'y a aucun objectif du tout, mais seulement une excuse. Dans ce cas précis, la Cour suprême a jugé inconstitutionnelle une loi albertaine parce qu'elle n'accordait aucune protection aux employés licenciés à cause de leur orientation sexuelle, violant leur interprétation de l'article 15. Le gouvernement a choisi de ne pas protéger les personnes dans cette situation parce que la situation était considérée comme rare. La Cour a jugé que cet objectif était insuffisant, car il constituait davantage une explication qu'un objectif.

### Lien rationnel
Cette étape détermine si la restriction d'un droit garanti par la Charte a un lien rationnel avec l'objectif de l'action gouvernementale. Les moyens utilisés doivent être soigneusement conçus pour atteindre l'objectif, et ne doivent être ni arbitraires, ni inéquitables, ni fondés sur des considérations irrationnelles. Le professeur Peter Hogg, qui a souvent affirmé que le test du lien rationnel est redondant, affirme toujours que cette étape n'est pas d'une très grande utilité. Un exemple d'un échec au test du lien rationnel se trouve dans l'arrêt R. c. Morgentaler (1988) où le juge Dickson exprime son opinion que les lois contre l'avortement devaient être invalidées en partie, à cause de la violation des droits à la santé à l'article 7, et un lien irrationnel entre l'objectif (la protection du fœtus et de la santé de la femme enceinte) et le processus d'approbation des avortements thérapeutiques. Ce procédé fut considéré injuste à l'endroit des femmes ayant besoin d'avortement thérapeutique parce que les comités devant les autoriser à pratiquer ces avortements prenaient trop de temps pour arriver à une décision, ou bien n'étaient tout simplement pas formés. (La loi a également échoué aux deux autres tests de proportionnalité.)

### Atteinte minimale
Cette étape du test cherche à déterminer si le moyen législatif utilisé pour atteindre l'objectif porte atteinte au droit garanti par la Charte dans la plus petite mesure possible. On doit également déterminer s'il existe d'autres moyens d'atteindre le même objectif en portant moins atteinte au droit. La loi ne peut être de portée trop large ou vague outre mesure.
Cette étape est considérée comme la plus importante, et c'est celle à laquelle les lois échouent le plus fréquemment. Il est typiquement difficile de prouver, par exemple, qu'une interdiction totale satisfait au critère d'atteinte minimale. Toutefois, il n'est pas nécessaire que le moyen utilisé soit de manière absolue le moins intrusif possible ; en effet, c'est l'une des étapes du test qui a été subséquemment modifiée. Dans l'arrêt Oakes, l'étape était définie de manière à exiger que la restriction porte « le moins possible » atteinte au droit. Dans l'arrêt R. c. Edwards Books and Art (1986), on a modifié la phrase pour que ce soit « aussi peu qu'il est raisonnablement possible de le faire », permettant que les attentes soient plus réalistes pour le gouvernement.
Cette étape cherche à équilibrer les alternatives. Dans Ford c. Québec (1988), il fut jugé que la loi québécoise exigeant l'usage exclusif du français sur les affiches (loi 101) violait la liberté d'expression. Bien que le but de la loi (la protection de la langue française) était jugé suffisant, la loi elle-même fut néanmoins jugée inconstitutionnelle parce que la législature aurait pu adopter une alternative moins radicale, telle que l'inclusion de texte en anglais de plus petite taille à côté du texte français. La Cour a jugé dans l'arrêt Ford que le même test s'appliquerait à l'article 9.1. de la Charte québécoise ; pour cette raison, la jurisprudence relative à la Charte québécoise est pertinente sous l'article 1 de la Charte canadienne.

### Proportionnalité
Cette étape sert à déterminer si l'objectif visé est proportionnel à l'effet de la loi. Les mesures qui restreignent le droit protégé par la Charte sont-elles proportionnelles à l'objectif ? Le bénéfice obtenu par la loi est-il plus important que l'effet de la restriction ? La loi ne doit pas produire des effets d'une telle sévérité que la restriction s'avère injustifiable. Le professeur Hogg est d'avis que la satisfaction des trois premiers critères du test Oakes correspond probablement à la satisfaction automatique du quatrième.

## Autres analyses de l'article 1
Bien que le test Oakes soit la principale méthode d'analyse de l'article 1 utilisée par les juges de la Cour suprême, ce n'est pas la seule.

### Test de McIntyre pour l'article 1 dansAndrews
Dans l'affaire Andrews c. Law Society of British Columbia (1989), qui concernait l'article 15 de la Charte, la moitié de la Cour déclara que le test Oakes ne devait pas et ne pouvait pas être le test à utiliser pour tous les articles de la Charte. Pour le juge William McIntyre, le test Oakes était une norme trop stricte pour les droits à l'égalité, qui sont une question complexe puisque les gouvernements doivent distinguer entre plusieurs groupes au sein de la société, afin de créer « une loi socio‑économique juste. » Il a ainsi créé le test suivant, en deux étapes :
1. L'action gouvernementale doit exister pour réaliser « objectif social souhaitable. »
2. Le droit qui est violé par la poursuite de l'objectif est examiné afin d'en évaluer « l'importance du droit en question pour l'individu ou le groupe visé » ; on détermine ensuite à quel point « la restriction permet d'atteindre l'objectif souhaitable. »

Toutefois, l'autre moitié de la Cour a continué à utiliser le test Oakes ; celui-ci est d'ailleurs toujours utilisé lors des affaires concernant l'article 15.

### R.c.Stone
Dans l'arrêt R. c. Stone (1999), la question d'un crime commis par une personne souffrant d'automatisme fut prise en considération. La majorité a jugé que, puisque l'automatisme pouvait être « facilement simulé », le fardeau de la preuve appartient à la défense ; bien que ce soit une restriction des droits garantis à l'article 11, la majorité a jugé que l'article 1 la justifie parce que le droit criminel présume des actions volontaires. Comme l'a noté le juge dissident, cette utilisation de l'article 1 ne reflétait pas la norme du test Oakes.

### Article 12
Certains ont remis en doute l'applicabilité du test Oakes, ainsi que tout autre test se fondant sur l'article 1, à l'article 12 de la Charte, qui garantit des droits contre les traitements cruels ou inusités. Dans R. c. Smith (1987), certains juges de la Cour suprême jugeaient que l'article 1 ne s'applique pas, bien que la majorité ait utilisé l'article 1. Hogg croit que l'article 1 n'est jamais applicable ; il affirme que l'article 12 « constitue possiblement un droit absolu. Peut-être est-ce le seul. »

## Comparaisons avec d'autres instruments de droits de la personne
La clause des limites raisonnables distingue la Charte canadienne de son équivalent américain, la Déclaration des droits. En ce qui concerne les similitudes avec la Convention européenne des Droits de l'Homme, plusieurs restrictions dans la Convention européenne sont semblables à celles prévues par la Charte. Elles comprennent :
- des restrictions au droit à la vie privée semblables à celles acceptées au Canada.

« Il ne peut y avoir ingérence d’une autorité publique dans l’exercice de ce droit que pour autant que cette ingérence est prévue par la loi et qu’elle constitue une mesure qui, dans une société démocratique, est nécessaire... »

— Article 8(2) de la Convention européenne des Droits de l'Homme
- des restrictions à la liberté de conscience et de religion semblables aux restrictions canadiennes.

« La liberté de manifester sa religion ou ses convictions ne peut faire l’objet d’autres restrictions que celles qui, prévues par la loi, constituent des mesures nécessaires, dans une société démocratique... »

— Article 9(2) de la Convention européenne des Droits de l'Homme
- des restrictions à la liberté d'expression semblables à celles acceptées au Canada.

« L’exercice de ces libertés comportant des devoirs et des responsabilités peut être soumis à certaines formalités, conditions, restrictions ou sanctions prévues par la loi, qui constituent des mesures nécessaires, dans une société démocratique... »

— Article 10(2) de la Convention européenne des Droits de l'Homme
- des restrictions au droit à la réunion pacifique et à la liberté d'association, également acceptées au Canada.

« L’exercice de ces droits ne peut faire l’objet d’autres restrictions que celles qui, prévues par la loi, constituent des mesures nécessaires, dans une société démocratique... »

— Article 11(2) de la Convention européenne des Droits de l'Homme
Toutefois, contrairement à la Charte canadienne, l'article 18 de la Convention européenne limite ces restrictions énumérées :

« Les restrictions qui, aux termes de la présente Convention, sont apportées auxdits droits et libertés ne peuvent être appliquées que dans le but pour lequel elles ont été prévues. »

— Article 18 de la Convention européenne des Droits de l'Homme
La restriction générale de la Charte canadienne sur tous les droits énumérés est donc de nature beaucoup plus générale que les restrictions spécifiques de la Convention européenne.
La Déclaration des droits intégrée dans la Constitution de l'Afrique du Sud en 1996 contient également une disposition comparable à l'article 1 de la Charte et aux articles 8 à 11 de la Convention européenne. L'article 36 exige « [qu'une] restriction soit raisonnable et justifiable dans une société libre et démocratique, » et qu'on doit considérer certains facteurs pertinents comme « l'importance de l'objectif de la restriction », « le lien entre la restriction et son objectif », et « des moyens moins restrictifs d'arriver à cet objectif. »
Au Canada même, le test Oakes peut se comparer à la façon dont des restrictions ont été imposées à d'autres droits. L'article 35 de la Loi constitutionnelle de 1982, qui confirme les droits des autochtones, ne fait pas partie techniquement de la Charte et n'est donc pas soumis à l'article 1. Toutefois, dans l'arrêt R. c. Sparrow, la Cour a développé un test pour limiter l'article 35, que Hogg compare au test Oakes. Après l'arrêt Sparrow, les lois provinciales ne peuvent limiter les droits autochtones que si elles leur accordent une priorité appropriée. Dans le Renvoi relatif aux juges de la Cour provinciale, la Cour suprême a découvert des normes pour l'indépendance judiciaire non pas à l'article 11 de la Charte, mais dans le préambule de la Loi constitutionnelle de 1867 ; jugeant qu'une loi violait ces normes, la Cour a appliqué le test Oakes. Comme le remarqua un expert, puisque ces principes n'étaient pas dans la Charte, la Cour n'avait aucune obligation de procéder ainsi. Cet expert a qualifié cette application du test Oakes d'« erreur digne d'un étudiant en première année de droit. » La Charte québécoise des droits et libertés de la personne contient un article qui a également été comparé à l'article 1 : l'article 9.1 de la Charte québécoise dispose que :

« Les libertés et droits fondamentaux s'exercent dans le respect des valeurs démocratiques, de l'ordre public et du bien-être général des citoyens du Québec. La loi peut, à cet égard, en fixer la portée et en aménager l'exercice. »

— Article 9.1 de la Charte des droits et libertés de la personne
Dans l'arrêt Ford c. Québec, il fut trouvé qu'une analyse des limites sous l'article 9.1 serait semblable à une analyse sous l'article 1 de la Charte.  Dans Syndicat Northcrest c. Amselem (2004), le juge Michel Bastarache a fait le contraste de ces similitudes avec leur principale différence : spécifiquement, les déclarations de l'article 9.1 sur l'exercice des droits ne fait aucune mention des législatures. Ainsi, la Charte québécoise vise les rapports de droit privé. Dans l'arrêt Dagenais c. Société Radio-Canada (1994), la Cour a également créé un test sous la common law, inspiré du test Oakes, pour juger les interdits de publication.

## Historique
À l'époque du centenaire de la confédération canadienne en 1967, le procureur général Pierre Trudeau nomme le professeur de droit Barry Strayer pour enquêter sur la possibilité d'intégrer une charte de droits dans la constitution. Le Canada avait déjà une Déclaration canadienne des droits, adoptée en 1960. Toutefois, cette Déclaration n'avait pas la même force que possède actuellement la Charte et était critiquée pour sa faiblesse. Le contenu de la Déclaration des droits est semblable à celui de la Charte, toutefois il contient également une protection de la propriété privée qu'on ne retrouve pas dans la Charte.
Le rapport de Strayer pour le gouvernement de Trudeau prônait un certain nombre d'idées qui furent subséquemment incorporées à la Charte, dont celle de permettre la restriction de certains droits. Ces limites sont incluses dans l'article 1 et dans la disposition de dérogation de la Charte. En 1968, Trudeau devient Premier ministre du Canada ; son gouvernement adopte la Charte en 1982.
Aux premières étapes de planification lors du développement de la Charte, cet article devait servir de contre-poids au pouvoir de la Cour d'invalider des lois en utilisant la Charte. Une version préliminaire de l'article garantit les droits « sous la seule réserve des limites raisonnables qui sont généralement acceptées dans le cadre d'une société libre et démocratique possédant un système de gouvernement parlementaire. » Cette formulation déclenche un débat sur le type d'action gouvernementale qui pouvait être « généralement acceptée » ; certains libertaires affirmait que cette disposition rendrait impuissante la garantie des droits par la Charte. Ils l'ont même surnommé le « Mack Truck » pour suggérer qu'elle écraserait certains droits importants. Par conséquent, le libellé fut changé en la version actuelle pour moins focaliser sur l'importance du parlementarisme et davantage sur la possibilité de justifier les restrictions dans une société libre ; cette logique s'insérait davantage dans la lignée du développement du mouvement des droits de l'homme à l'échelle mondiale après la Seconde Guerre mondiale. Les provinces ne jugeaient toutefois pas cette disposition suffisamment musclée et insistent plutôt sur l'inclusion de la disposition de dérogation.

## Critiques
La Charte est critiquée pour son accroissement du pouvoir judiciaire en vertu de l'élargissement de la portée du processus d'examen judiciaire. L'article 1 ferait partie de ce problème. Dans leur livre The Charter Revolution & the Court Party, l'homme politique albertain Ted Morton et le professeur Rainer Knopff affirment que les juges ont un plus grand rôle et un plus grand choix dans l'évolution des politiques ; ils citent l'ancien juge en chef Antonio Lamer, qui affirmait qu'une décision portant sur la Charte, « surtout lorsqu'on doit l'analyser en fonction de l'article 1... nous demande essentiellement de faire ce qui était anciennement une décision politique. »
Dans leur livre, Morton et Knopff critiquent également le pouvoir grandissant des greffiers de la Cour suprême en affirmant que le greffier de Dickson, Joel Bakan, est le véritable auteur du test Oakes. Morton et Knopff écrivent :
« On dit que Dickson était insatisfait de la section d'une version préliminaire du jugement traitant de l'article 1. Il a donné la version à Bakan et lui a demandé de retravailler la section traitant des limites raisonnables. Pressentant une longue nuit à venir, Bakan s'est armé d'une bouteille de sherry et se mit à la construction de désormais célèbre test de proportionnalité à trois étapes. »
Joel Bakan fut supposément influencé par la jurisprudence américaine, ce qui selon les auteurs devrait être décevant pour « ceux qui louent le test Oakes comme une approche typiquement canadienne aux litiges sur les droits. » Ces affirmations de Morton et Knopff se fondent sur une source anonyme.